# Anisodes lichenea
Anisodes lichenea är en fjärilsart som beskrevs av W. Warren 1900. Anisodes lichenea ingår i släktet Anisodes och familjen mätare. Inga underarter finns listade i Catalogue of Life.